# 大越幸夫
大越 幸夫（おおこし ゆきお、1928年3月16日 - 2018年12月4日）は、TBS顧問、同局初代北京特派員である。東京都出身。

## 経歴
1951年早稲田大学卒業後、同年にTBS入社。1964年TBS北京特派員、1975年同局編成局長、1977年報道局長、1981年取締役、1983年常務取締役、1986年同局映画社社長、1991年同局緑山スタジオ社長、1993年同局ビジョン社長、1997年同局顧問となり日中交流に活躍した。
2018年12月4日、肝不全のため死去。